# Monaster Czudowski
Monaster Czudowski (ros. Чу́дов монасты́рь) – nieistniejący prawosławny klasztor w Moskwie.
Założycielem klasztoru był rezydujący w Moskwie metropolita kijowski Aleksy w 1365, według tradycji dla upamiętnienia uzdrowienia żony chana Złotej Ordy Dżany Bega Tajduły. Wspólnota monastyczna zamieszkała w budynku wzniesionym w obrębie Kremla moskiewskiego na gruncie podarowanym przez chanów (do tej pory służył namiestnikom chanów w Moskwie). We wrześniu 1365 powstała pierwsza świątynia monasterska pod wezwaniem Cudu św. Michała Archanioła. Według różnych źródeł była to jedna z pierwszych murowanych świątyń prawosławnych w Moskwie, lub też cerkiew drewniana, którą zastąpiono obiektem wzniesionym z kamienia dopiero w 1404. Po swojej śmierci metropolita Aleksy został pochowany w monasterze.
W 1382 klasztor został zniszczony przez wojska chana Tochtamysza.
W 1441 w monasterze został przymusowo zatrzymany metropolita moskiewski Izydor. Miało to miejsce w związku z przyjęciem przez niego postanowień unii florenckiej, co spotkało się z niezadowoleniem wielkiego księcia moskiewskiego Wasyla II.  Izydor ostatecznie zbiegł z klasztoru. W monasterze byli również przetrzymywali inni duchowni, którzy popadli w niełaskę: metropolita nowogrodzki Geronty oraz starzec Wassian. Według legendy mnichem klasztoru był również późniejszy Dymitr Samozwaniec.
W 1501 dotychczasowa cerkiew Cudu św. Michała Archanioła została zastąpiona soborem pod tym samym wezwaniem. Wcześniej, w 1483, powstała cerkiew św. Aleksego, w której począwszy od 1629 chrzczone były kolejne dzieci carów rosyjskich. W cerkwi tej znajdowały się również relikwie św. Aleksego metropolity Moskwy. Również w 1501 wzniesiono cerkiew Zwiastowania (przebudowana 1826). Ostatnia z cerkwi klasztornych nosiła wezwanie św. Andrzeja. W XVI–XVII w. Monaster Czudowski był, według słów Rusłana Skrynnikowa, „najbardziej arystokratycznym klasztorem w obrębie Kremla”.
W 1610 do złożenia ślubów mniszych w Monasterze Czudowskim został zmuszony Wasyl IV Szujski. Dwa lata później w monasterze zmarł uwięziony przez polskie wojska patriarcha Moskwy Hermogen.
W czasie sprawowania urzędu patriarchy Moskwy przez Filareta w monasterze została otwarta szkoła grecko-łacińska. W XVII wieku klasztor przeżywał swój największy rozkwit i był potocznie określany jako Wielka Ławra, chociaż formalnie nie posiadał takiego statusu. Monaster otrzymywał liczne dary od kolejnych władców rosyjskich, książąt i bojarów. Jego biblioteka należała do najważniejszych księgozbiorów w Rosji do rewolucji październikowej.
W 1771 monaster został rozgrabiony przez uczestników zamieszek w Moskwie.
Klasztor silnie ucierpiał po zajęciu Moskwy przez wojska napoleońskie w 1812. W budynku Napoleon Bonaparte ustanowił siedzibę swojego sztabu, zaś marszałek Louis Nicolas Davout urządził dla siebie kwaterę w cerkwi Cudu św. Michała Archanioła.
W 1905 w podziemiach cerkwi św. Aleksego w monasterze został pochowany wielki książę Sergiusz Aleksandrowicz Romanow, zabity w zamachu przez eserowca Iwana Kalajewa.
Monaster Czudowski został zniszczony na polecenie władz stalinowskich w 1930. Główny sobór wysadzono w powietrze w grudniu 1929.